# Poul Egede Glahn
Poul (Paul) Egede Glahn (født 16. september 1811 i København, død 5. februar 1896 sammesteds) var en dansk officer.

## Under Treårskrigen
Glahn, hvis forældre var generalmajor Marcus Glahn og Johanne f. Schjøth, blev, efter at have været volontær, artillerikadet og stykjunker, sekondløjtnant i artilleriet 1830 med aldersorden fra 1826. Straks efter kom han på den nylig oprettede kgl. militære højskole, som han forlod 4 år senere som premierløjtnant. Ansat ved den holstenske artilleribrigade i Rendsborg fik han her som medlem af forskellige kommissioner en del virksomhed, hvorefter han i vinteren 1840-41 sendtes på en tjenesterejse til Tyskland og Frankrig, medens han i 1841 erholdt kaptajns anciennitet. Virkelig kaptajn blev han i 1845, idet han tillige blev adjudant ved artilleribrigaden, i hvilken stilling han måtte forblive de 2 første krigsår. I efteråret 1849 fik han befalingen over det 3. batteri, hvormed han deltog i kampen ved Solbro, som skaffede ham Ridderkorset. Til forstander for Artilleriunderofficerselevskolen udnævntes han i 1856, blev major samme år og afgik først endelig fra skolen i 1865.

## Under 2. Slesvigske Krig
Under krigen 1864 var han kommandør for 1. divisions artilleri og deltog i kampen ved Mysunde samt i fægtningerne foran Dybbøl 22. februar, 17. og 28. marts. Det overdroges ham i april at ordne trænforholdene ved hæren, og efter at have endt denne virksomhed udnævntes han til højstkommanderende artilleriofficer på Als, hvor han ankom lige førend øens erobring; i slutningen af felttoget var han kommandør for hele feltartilleriet. 1864 blev han Dannebrogsmand. I 1865 blev Glahn oberstløjtnant og chef for artilleriregimentet, medens han ved gennemførelsen af Hærloven af 1867 blev oberst og chef for 1. artilleriregiment. Som sådan gjorde han en betydelig indflydelse gældende, ligesom han også var medlem af mange kommissioner, så at han i 1873 blev Kommandør af Dannebrogs 2. grad. Ved sit 50 års officersjubilæum i 1876 blev han Kommandør af Dannebrogs 1. grad og afskedigedes samme år på grund af alder med titel af general. 1882 blev han formand for De danske Vaabenbrødre, hvilket han var til sin død, 1886 næstformand for Selvbeskatningen og 1891 Storkors af Dannebrog. Glahn døde 5. februar 1896.

## Familie
Glahn blev gift 14. august 1845 i Rendsborg med Ottilie (Otilia) Alberta Caroline Elisa Henriette Seyffarth (19. oktober 1821 i Rendsborg – 26. august 1904 i Helsingør), datter af kaptajn, senere oberst Gustav Vilhelm Lucas Henrik Seyffarth (1787-1858) og Augusta Marie Lanckenau (1799-1864).
Han er begravet på Garnisons Kirkegård.
Der findes et xylografi fra 1885 samt fotografier af Georg E. Hansen og N.E. Sinding.